# おもいで河
「おもいで河」（おもいでがわ）は、中島みゆきの6作目のシングル。1978年8月21日にキャニオン・レコードよりリリース。

## 解説
若草恵が編曲を担当しているシングルである。
「おもいで河」「ほうせんか」ともにオリジナルアルバムには収録されていない。「おもいで河」は1986年のベストアルバム『中島みゆき THE BEST』において、「ほうせんか」は1987年のベストアルバム『Singles』においてアルバム初収録となった。
B面の「ほうせんか」は松山千春を育て、1977年に37歳で急死したSTVのディレクター竹田健二への追悼曲である。
2022年11月28日にこのシングルは、ヤマハミュージックコミュニケーションズにより、ジャケット画像は7インチシングル盤でデジタル・ダウンロード配信された。

## 収録曲
1. おもいで河
（作詞・作曲：中島みゆき 編曲：若草恵）
2. ほうせんか
（作詞・作曲：中島みゆき 編曲：若草恵）

## カバー
おもいで河
- 桜田淳子（1978年、アルバム『20才になれば』収録）
- 研ナオコ（1982年、シングル『ふられた気分』B面曲・及び1984年、アルバム『Again』収録）

ほうせんか
- 真璃子（1991年、シングル「ほうせんか」収録）